# Гольдшмидт, Николас
Николас Гольдшмидт CC (нем. Nicholas Goldschmidt; 6 декабря 1908, Тавиковице — 8 февраля 2004, Торонто) — чехословацкий и канадский дирижёр, музыкальный администратор, педагог и пианист XX века. Известен как музыкальный директор ряда канадских организаций, включая оперную труппу CBC и Ассоциацию оперных фестивалей (в дальнейшем Канадская опера).

## Биография
Николас Гольдшмидт, внучатый племянник композитора Адальберта фон Гольдшмидта, родился в конце 1906 года в Тавиковице (Моравия). Получил образование в венской Музыкальной академии; композицию ему преподавал Йозеф Маркс, а фортепиано Пауль Вайнгартен.
После окончания учебы Гольдшмидт начинает дирижёрскую карьеру. Он дирижировал в ряде городов Чехословакии и Бельгии, а в 1937 году эмигрировал в США. С 1938 по 1942 год он возглавляет оперное отделение Консерватории Сан-Франциско и Стенфордского университета, а с 1942 по 1944 году занимает эту же должность в Колумбийском университете. Затем по приглашению Арнольда Уолтера Гольдшмидт переезжает в Торонто, где с 1946 по 1957 год является директором оперной школы Королевской консерватории. Одновременно с 1949 года он занимает пост музыкального директора только что созданной оперной труппы CBC, а с 1950 года должность музыкального директора Ассоциации оперных фестивалей. В этом качестве он руководил постановкой 13 опер, в том числе «Риголетто» (в 1950 и 1954 годах) и «Свадьбы Фигаро» (в 1951 и 1955). В 1951 году Гольдшмидт получил канадское гражданство.
С 1957 по 1964 год Гольдшмидт занимает пост художественного директора и генерального менеджера Ванкуверского международного фестиваля, а с 1964 по 1968 год возглавляет отдел сценических искусств в Комиссии по празднованию столетия Канады. В эти же годы он создает Хор столетия (англ. Centennial Choir), дирижёром которого остается до 1972 года. С 1968 по 1975 год он является музыкальным директором Университета Гуэлфа, где с 1968 года организует Гуэлфский весенний фестиваль. Художественным директором фестиваля он остается до 1987 года. За это время среди фестивальных постановок он организовал первые в Канаде исполнения «Блудного сына» Бриттена (1969) и «Двух вдов» Сметаны (1982), а также авторский концерт Кшиштофа Пендерецкого (1976). После ухода в отставку организаторами фестиваля в честь Гольдшмидта была учреждена стипендия для молодых певцов.
В 1980 году Гольдшмидт становится членом Совета Канады по вопросам искусства и председателем комитета по подготовке празднования столетия Хили Уиллана. С 1981 по 1983 год он входит в консультативный совет Национальной библиотеки Канады. В 1985 году он был исполнительным директором Международного баховского фестиваля, а в 1989 году художественным директором Международного фестиваля хоров в Торонто. Он продолжал организовывать музыкальные фестивали вплоть до 2003 года. Скончался Николас Гольдшмидт в феврале 2004 года.

## Признание
Николас Гольдшмидт получил почетные академические звания от Университета Гуэлфа, Торонтского и Йоркского университетов, Королевского музыкального колледжа в Гамильтоне (Онтарио) и Королевской консерватории Торонто.
В 1976 году он был удостоен медали Канадского совета по музыке, а в 1978 году стал офицером Ордена Канады (произведен в компаньоны Ордена Канады в 1989 году). Он также является лауреатом Ордена Онтарио (1994) и Премии генерал-губернатора в области сценического искусства (1997).